# Agnes Heftberger
Agnes Heftberger (* 26.04.1981) ist eine österreichische Managerin. Nach langjähriger internationaler Führungstätigkeit für die IBM übernahm sie im April 2024 den Vorsitz der Geschäftsleitung von Microsoft Deutschland.

## Biografie
Agnes Heftberger studierte in Wien und Bangkok internationale Betriebswissenschaft. Sie erhielt einen Masterabschluss in International Business von der Wirtschaftsuniversität Wien und einen Master in Marketing von der Thammasat-Universität in Bangkok.
2001 begann sie parallel zum Studium ihre Tätigkeit für die IBM und war in Mittel- und Osteuropa, dem Mittleren Osten und Afrika in verschiedenen Positionen tätig. Ab Mai 2019 übernahm sie die Leitung im Vertrieb der DACH-Region (Deutschland, Österreich und die Schweiz) und wurde im Juni 2019 Mitglied der Geschäftsführung von IBM Deutschland. Im Januar 2022 übernahm sie als General Manager und Technology Leader die Leitung der gerade neustrukturierten IBM Region ASEANZK (Australien, Südostasien, Neuseeland und Korea). Mit ihrer Familie lebte sie in dieser Zeit in Singapur.
Nach mehr als 20 Jahren Tätigkeit in unterschiedlichen Führungspositionen bei IBM wechselte Heftberger zu Microsoft. Zum 15. April 2024 wurde sie als Nachfolgerin von Marianne Janik Vorsitzende der Geschäftsleitung von Microsoft Deutschland. Mit 42 Jahren ist sie die bislang jüngste Person in dieser Rolle.
Heftberger ist verheiratet und hat zwei Kinder.

## Initiativen und Rednertätigkeit
Heftberger setzt sich öffentlich in Interviews und Podcasts, sowie als Keyspeakerin für Themen wie Mentoring, Diversity, Chancengleichheit, inklusives Talentmanagement und Vereinbarkeit von Privatem und Beruf ein. Sie versteht sich auch als Role Model für Frauen in Technikberufen und Führungspositionen. 2017 hielt sie eine Keynote zur beruflichen Chancengleichheit auf dem Karrierekongress „WoMenPower“ im Rahmen der Hannover Messe. 2019 nahm sie an einer Veranstaltung des „Netzwerk Synergie durch Vielfalt“ teil. Mitglieder des Netzwerks sind Diversity-Manager, Personalfachleute und ins Diversity Management eingebundene Führungskräfte aus Unternehmen verschiedener Größen. Auf einer Podiumsdiskussion zum Thema „Mit Männern und Frauen den Wandel für morgen gestalten“ berichtete sie über ihre eigenen Erfahrungen zur Erzeugung einer diversitätsfreundlichen Unternehmenskultur und über die gemischte Resonanz zu ihrer Entscheidung während ihrer Schwangerschaft eine Führungsposition anzutreten.
Sie vertrat die IBM in der „Initiative Chefsache“, einem Netzwerk zur Förderung der Chancengleichheit von Frauen und Männern in Führungspositionen, das 2015 unter der Schirmherrschaft des Bundeskanzlerin Angela Merkel von Führungskräften aus Wirtschaft, Wissenschaft, öffentlichem Dienst und Medien gegründet worden war. 2021 war Heftberger Gastgeberin und Eröffnungsrednerin der „Chef:innen-Jahreskonferenz“, wegen Corona erstmalig virtuell, unter dem Motto „Wandel in Echtzeit – fair und digital in die Zukunft“. Weitere Vorträge wurden von Bundesministerin Annegret Kramp-Karrenbauer, CEO von IBM Arvind Krishna, Nobelpreisträger Daniel Kahneman und anderen gehalten.

## Auszeichnungen und Ehrungen
- 2020: eco://award in der Kategorie Ladies in Tech[14]